# Paolo Solaroli di Briona
Paolo Solaroli, I marchese di Briona (Novara, 8 dicembre 1796 – Briona, 10 luglio 1878), è stato un generale, avventuriero e nobile italiano.
Anche se non si hanno prove certe, pare che Emilio Salgari si sia ispirato alla sua figura per il personaggio di Yanez nei suoi celebri romanzi di Sandokan.

## Biografia

### Giovinezza
Nato da una famiglia di umili origini, il padre era un sarto originario della località di Bersano, vicino a Busseto, nel parmigiano, mentre la madre era una casalinga novarese.
Dopo aver compiuto i primi studi elementari, affiancò il padre nel suo lavoro a bottega ma iniziò subito ad interessarsi di politica assieme ad altri giovani novaresi coi quali si trovò coinvolto nel 1821 nei moti nazionali che desideravano un Piemonte maggiormente democratico dopo gli ideali innovativi portati da Napoleone e dalla Rivoluzione francese contro il conservatorismo di Carlo Felice di Savoia. Arruolatosi nei reggimenti costituzionalisti, si trovò ben presto deluso e sconfitto assieme ai suoi compatrioti e per questo decise di emigrare all'estero.

### In Egitto
Nel 1823 si portò dapprima a Londra e poi in Egitto, dove si mise al servizio del viceré locale Mehmet Ali come istruttore per le nuove reclute, grazie all'esperienza strategica e militare maturata durante i preparativi rivoluzionari. Rinunciò all'incarico solo nel 1825 quando gli ottomani organizzarono una spedizione per reprimere i moti rivoluzionari della Grecia, operazione a cui egli si oppose fermamente, rivedendo in quel progetto l'infranto sogno di insurrezione coltivato in patria.

### Fortuna in India
Ripresa la via del mare, dopo diversi mesi di navigazione, giunse in India dove decise di porsi al servizio della Compagnia britannica delle Indie orientali, rimanendovi per cinque anni. Fu durante questo periodo che ebbe modo di incontrare l'ufficiale italiano di origini vicentine Antonio Righellini che già da qualche anno era al servizio del sultanato di Sardhana e che gli propose di trovargli un impiego nel piccolo regno, giungendo poi addirittura a proporgli la mano di sua figlia.
Solaroli declinò l'offerta ed iniziò progressivamente ad avvicinarsi alla begum Zeib Bool Nissa, la regnante locale, che si era convertita dall'islam al cattolicesimo e che aveva sposato l'ufficiale tedesco Walther Reinhard Sombre, il quale a sua volta aveva ricevuto il feudo di Sardhana dal governo di Nuova Delhi. Nel 1831 Solaroli, che ormai era stato nominato dalla regina comandante generale delle truppe del piccolo stato indiano, ottenne la mano di una pronipote di Reinhard, Georgina Dyce Sombre. Quando la begum morì nel 1836, il principato tornò nelle mani della Compagnia delle Indie orientali, Solaroli rimase ancora qualche anno in India al servizio degli inglesi combattendo nella campagna dell'Afghanistan, facendo poi ritorno in Italia.

### Ritorno in Italia e carriera nell'esercito sabaudo
Questo suo trionfale rientro, accompagnato dalle gesta delle sue imprese, fu reso possibile in quanto sul trono era ormai salito Carlo Alberto di Savoia, costituzionalista egli stesso, che aveva sentito parlare a lungo del Solaroli e della sua esperienza in India. Ricevutolo a corte a Torino, gli concesse il titolo di colonnello onorario e, in considerazione delle sue imprese e dei suoi legami matrimoniali regali, lo nominò barone.
Con lo scoppio dei moti del 1848, Paolo Briona ormai avvezzo in materia militare, chiese al comando di Torino un passaggio al ruolo effettivo col medesimo grado concessogli dal sovrano. Nel 1849 parte alla Battaglia di Novara dove si distinse largamente ottenendo la fiducia dell'allora principe ereditario Vittorio Emanuele. Quando quest'ultimo, di lì a poco, fu salito al trono sabaudo, incaricò proprio il Solaroli di organizzare il ritorno in patria della salma del padre dall'esilio dove era stato costretto a Porto, in Portogallo. Continuò a seguire il sovrano come suo aiutante di campo personale, prendendo parte prima alla campagna del 1859 e poi, settantenne, a quella del 1866 assieme a quattro dei suoi figli ed al genero, Carlo Brascorens di Savoiroux, comandante del Saluzzo Cavalleria.

### Ultimi anni e morte

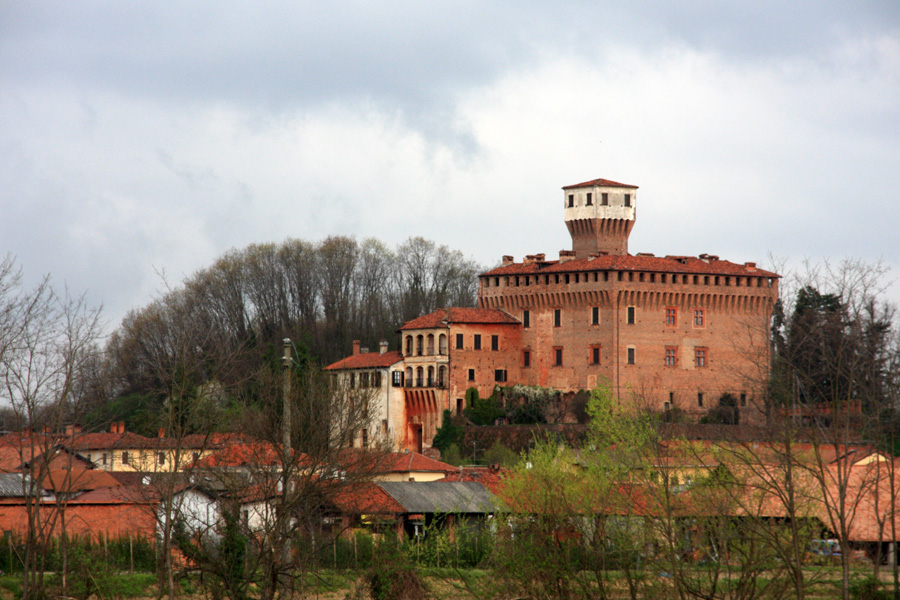
Il Castello di Briona, nel novarese, che Paolo Solaroli acquistò dai Nobili Tornielli e dove trascorse gli ultimi anni della sua vita

Nel 1867, dopo la firma della pace con gli austriaci e la conquista del Veneto, ottenne dal re il delicato incarico di restituire al Duomo di Monza la corona ferrea asportata in precedenza dagli imperiali. Dopo questo atto, Vittorio Emanuele II lo nominò Marchese di Briona, dove di recente aveva acquistato un castello, oltre a concedergli il titolo di generale ed alcune tra le massime onorificenze di stato.
Morì a Briona il 10 luglio 1878 ed ivi venne sepolto. Un suo nipote omonimo nel 1911, nel corso della Guerra di Libia, ottenne la Medaglia d'oro al valor militare, mentre un suo pronipote, Giorgio Solaroli di Briona, fu uno degli assi dell'aeronautica militare italiana durante la Seconda guerra mondiale.

## Stemma

Rappresentazione dello stemma di Paolo Solaroli e dei successivi Marchesi di Briona

Lo stemma di Paolo Solaroli e dei suoi discendenti è degno di nota per via del suo stile particolarmente eclettico e inusuale, e perciò degno di un personaggio come lui, che combina l'utilizzo di figure complesse con motivi orientali:
"Inquartato, al 1° di verde, a due fasce scaccate d'argento e di rosso, di due file di otto pezzi caduna, al 2° d’oro, rabescato con una leggenda in lingua indostanica Dyce Sombre Sovrano di Sirdanach, il tutto di nero, al 3° d’argento, al castello di Briona, con la bandiera viscontea, bifida e in banda, al naturale, al 4° d’azzurro, all'elefante d'argento, armato, con la proboscide e con le anella ai piedi, d’oro, gualdrappato di rosso, guernito d’oro e sostenente una torre, pure d’oro".
Nel primo quarto è rappresentato lo stemma donato al Generale Alexander Dyce nel 1797, nonno del cognato David Ochterlony Dyce Sombre, tecnicamente sia Solaroli che Dyce Sombre non avevano il diritto di inquartare quello stemma dato che Dyce Sombre discendeva da un figlio illegittimo del generale e di conseguenza era escluso dal poterlo utilizzare. Nel secondo quarto è rappresentata un esempio di calligrafia araba fatta in lingua indostanica, la scritta è un riconoscimento delle pretese che il cognato aveva in alcuni territori del subcontinente indiano. Nel terzo quarto è rappresentato il Castello di Briona stesso, originariamente il castello doveva rappresentare la fortezza della città di Sardhana ma la blasonatura fu cambiata in quella moderna dopo l'acquisto del castello nel 1864, l'utilizzo di una figura non standard era particolarmente di moda nell'araldica militare inglese della prima metà dell'Ottocento, ma era invece molto raro in Italia. Il quarto quarto rappresenta un elefante indiano intento a trasportare una torre sulla schiena, come è spesso rappresentato in araldica, a simboleggiare il suo passato indiano.

### Annotazioni
1. ↑  Il Righellini, probabilmente, era stato anche amante della regina locale la quale, non potendo sposarlo per ragioni di stato, gli diede in moglie la sua figlioccia
2. ↑  A giocare un ruolo importante in questa nomina fu probabilmente anche il grande patrimonio di cui il Solaroli poté disporre come lascito testamentario dopo la morte della begum che nominò eredi i suoi nipoti. La fortuna di cui si impossessò, a Torino era giudicata la terza in ordine di ricchezza all'epoca ed alla sua morte esso ammontava a 4,7 milioni di lire italiane.
3. ↑  Probabilmente urdu

### Fonti
1. ↑   Armoriale delle famiglie italiane (Sol), su armoriale.it. URL consultato il 9 dicembre 2023.
2. 1 2   Tomaso Vialardi di Sandigliano, Paolo Solaroli di Briona un sarto novarese tra India e Risorgimento (PDF), in Nuova Antologia Militare, vol. 2, n. 7, Giugno 2021,  p. 570. URL consultato l'8 dicembre 2023.